# لويس شارب
لويس شارب (بالإنجليزية: Luis Sharpe) هو لاعب كرة قدم أمريكية كوبي وأمريكي، ولد في 16 يونيو 1960 في هافانا في كوبا.

## وصلات خارجية
- لويس شارب على موقع مرجع كرة القدم المحترفة.كوم (الإنجليزية)